# Crown King

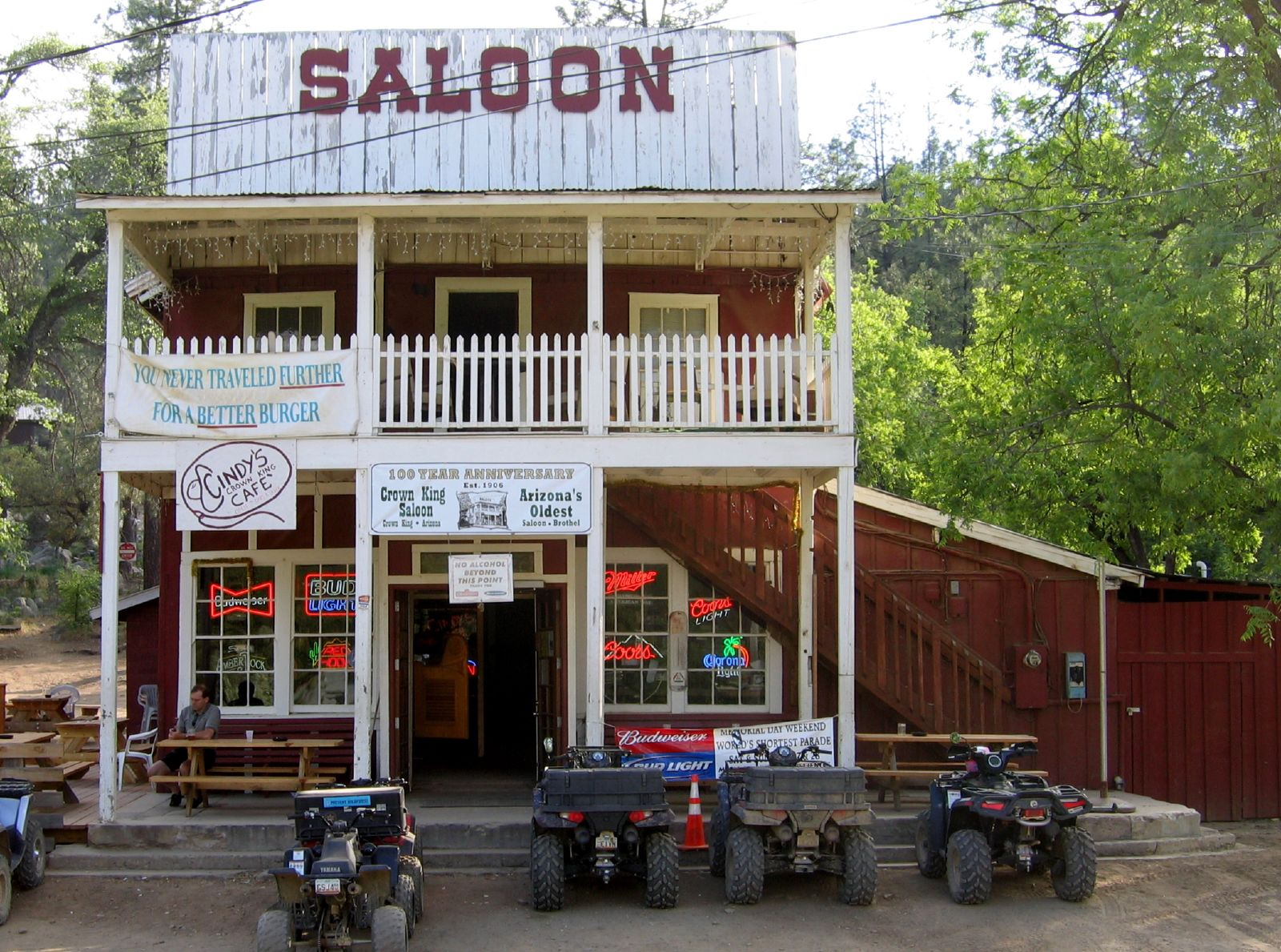
Saloon w Crown King

Crown King – opustoszałe miasto w hrabstwie Yavapai, znajdującym się w amerykańskim stanie Arizona. Miasto zostało założone przez pracujących w lokalnej kopalni złota górników. Crown King jest położone wysoko w górach i jest oddalone o 42 km od Autostrady nr 17. Nazwa miasta pochodzi od nazwy jednej z kopalń Crowned King Mine, położonej niedaleko miasta. Obecnie to opustoszałe miasto jest odwiedzane przez turystów, co pozwoliło na otwarcie części budynków na nowo oraz ożywiło ruch turystyczny w pobliskich miejscowościach.

## Historia
Pierwsze odnotowane odkrycia złóż złota zostały datowane na lipiec 1875. W ciągu następnych lat odkryto i zbudowano ponad 15 kopalń tego cennego kruszcu. W czasie swojego największego rozwoju miasto miało ponad 500 budynków, w tym m.in. hotele, 2 chińskie restauracje, lombard oraz budynek poczty. W 1897 miasto zostało zelektryfikowane oraz został założony pierwszy aparat telefoniczny.
Wraz z zamknięciem wszystkich kopalń do roku 1950 miasto zostało opuszczone. Obecnie w mieście na nowo, wraz z rozwojem turystyki, zostały otwarte restauracje oraz saloon.